# Colpospira swainsiana
Colpospira swainsiana là một loài ốc biển, là động vật thân mềm chân bụng sống ở biển thuộc họ Turritellidae.